# ななうら丸
ななうら丸（ななうらまる）は、JR西日本宮島フェリーが運航するフェリー。宮島口と厳島を結ぶ宮島航路に就航している。
現在のななうら丸は3代目である。初代は「七浦丸」といい、関門航路の下関丸を宮島航路に転属した際に改称したものであった。

## 概要
1986年10月に石川島播磨重工業（現：ジャパン マリンユナイテッド）呉第一工場で起工、1987年1月30日に竣工。同年2月8日に処女航海を行ったのち、2月18日から宮島航路に就航した。国鉄分割民営化直前に建造されたため、国鉄が最後に新造した鉄道連絡船である。
2代目安芸丸（大島連絡船3代目大島丸）の代替船として建造された。1978年（昭和53年）就航の3代目みせん丸、3代目みやじま丸の改良型である。当時の新型の可変ピッチプロペラを採用するなどの新機軸が設けられ、旋回性能が改良されている。船名の「ななうら」は、厳島に７つの浦があることに因んでいる。
1987年4月1日の国鉄分割民営化により、日本国有鉄道から西日本旅客鉄道へ継承され、さらに2009年4月1日の宮島航路の分社化によりJR西日本宮島フェリーへ継承されている。
就航から28年が経過し老朽化したことから、代替船を新造した。新造船は2006年に就航したみやじま丸（4代目）を改良した両頭フェリーで、船名はななうら丸を継承した。2016年11月7日に3代目が就航し、同日2代目が引退した。

## 事故・インシデント
二代目
- 2005年（平成17年）10月23日、宮島桟橋に着岸した際に生じた衝撃により、2名負傷している。
- 2004年（平成16年）6月12日、厳島の腰細浦南東沖合で、船底で衝撃を受け、機関室が浸水する。衝撃を受けた際6人が負傷している。

三代目
- 2020年（令和2年）2月13日、午前8時35分ごろ厳島神社の大鳥居付近の浅瀬に座礁した｡約20分後に潮位が上昇してフェリー自力で離岸し宮島の桟橋に接岸した。けが人はなし
- 2024年（令和6年）3月26日、13時ごろ厳島神社の大鳥居付近の浅瀬に座礁した。20時20分ごろに作業船に曳航されて宮島港の桟橋に戻った。事故前の停泊中に電気系統の異常を示すアラームが鳴ったため点検を実施し、乗客を乗せずに試運転を行っていた際に発生。乗員4名に怪我はなかった[5]。